# Карл Лотарингский (кардинал)
Шарль Лотарингский (фр. Louis de Lorraine, нем. Louis I. de Lorraine-Guise; 1 июля 1567, Нанси — 24 ноября 1607, Нанси) — французский аристократ, кардинал Лотарингский, князь-епископ Меца (1578—1607) и Страсбурга (1604—1607).

## Биография
Второй сын Карла III (1543—1608), герцога Лотарингии и Бара (1545—1608), и Клод Французской (1547—1575). Братья — герцоги Лотарингии Генрих II и Франсуа II.
Учился в университетах Понт-а-Муссоне и Сорбонны. 18 июля 1578 года был назначен епископом Мецским, когда он был еще ребенком. 20 декабря 1589 года папа римский Сикст V пожаловал ему сан кардинала. 23 июня 1591 года стал легатом апостольского престола в Лотарингии и Трёх Епископств (Вердена, Меца и Туля).
Карл Лотарингский с титулом генерал-лейтенанта неоднократно управлял герцогством Лотарингия во время поездок своего отца во Францию. 22 октября 1602 года был назначен первым примасом Лотарингии.
В 1604 году Карл Лотарингский был назначен князем-епископом Страсбурга, но не смог вступить в управление епископской кафедрой, которая была захвачена протестантским принцем Иоганном Георгом Гогенцолленом, герцогом Эгердорфа.
С 1587 года Карл Лотарингский страдал артритом и не мог ходить. В ноябре 1607 года 40-летний принц скончался в Нанси, столице Лотарингии.